# Pseudomonadaceae
Pseudomonadaceae eller pseudomonader, är en familj av bakterier som omfattar flera hundra arter. De är stavformiga och har flageller vilket ger dem större eller mindre grad av motilitet. Bakterierna är stavformade, vanligtvis och Gramnegativa. 
I naturen har de en viktig uppgift som saprofyter, vissa arter kan till och med bryta ned mineralolja och derivat av dessa.
En art ur familjen som kan uppträda som humanpatogen är Pseudomonas aeruginosa.